# Sông Pasig
Sông Pasig (gọi là Ilog Pasig trong tiếng Filipino) là một sông tại Philippines, kết nối hồ Laguna de Bay với vịnh Manila. Sông dài 25 kilômét (15,5 mi), chảy xuyên qua Vùng đô thị Manila. Các chi lưu chính của nó là sông Marikina và sông San Juan.
Sông Pasig River về mặt kỹ thuật là một cửa sông thủy triều, do dòng chảy chịu ảnh hưởng của mực nước chênh lệch giữa vịnh Manila và Laguna de Bay. Trong mùa khô, mực nước tại Laguna de Bay xuống thấp và dòng chảy trên sông Pasig phụ thuộc vào thủy triều. Trong mùa mưa, mực nước tại Laguna de Bay ở mức cao, sông chảy bình thường từ Laguna de Bay ra vịnh Manila.
Sông Pasig từng được sử dụng làm một tuyến đường vận chuyển quan trọng trong thời kỳ thuộc Tây Ban Nha. Do không được quan tâm và do phát triển công nghiệp, sông đã bị ô nhiễm nặng và được các nhà sinh thái học xem là sông chết.

## Địa lý
Sông Pasig nói chung chảy theo hướng tây bắc với chiều dài 25 kilômét (15,5 mi) từ Laguna de Bay, hồ lớn nhất Philippines, đến vịnh Manila, nằm ở phần phía nam của đảo Luzon. Từ hồ, sông chảy qua Taguig, và Taytay, Rizal, trước khi tiến vào thành phố Pasig. Đoạn này của sông Pasig, cho đến nơi hợp lưu với sông Marikina, được gọi là sông Napindan hay kênh Napindan. Từ đó, sông tạo thành ranh giới tự nhiên giữa thành phố Makati ở phía nam và thành phố Pasig, sau đó là thành phố Mandaluyong ở phía bắc. Sông Pasig sau đó đột ngột đổi hướng sang đông bắc, và trở thành ranh giới giữa Mandaluyong và Manila trước khi quay trở lại hướng tây, hợp lưu với mộtc hi lưu khác là sông San Juan, và sau đó chảy quanh co qua trung tâm Manila trước khi đổ ra vịnh.
Toàn bộ chiều dài sông và hầu hết các phần chi lưu của nó đều nằm trong Vùng đô thị Manila. Isla de Convalescencia (14°35′26″B 120°59′20″Đ / 14,59056°B 120,98889°Đ), là hòn đảo duy nhất nằm trên sông Pasig, có thể trông thấy nó tại Manila và đó cũng là nơi đặt Hospicio de San Jose.